# Sergio Lozano (futsal)
Pour les articles homonymes, voir Sergio Lozano.
Lozano  Martínez est un nom espagnol. Le premier nom de famille, en général paternel, est Lozano ; le second, en général maternel, souvent omis, est Martínez.
Sergio Lozano Martínez, né le 9 novembre 1988 à Arganda del Rey, est un joueur international espagnol de futsal.
Formé à l'EFS Arganda, Sergio Lozano se fait remarquer avec l'UD Las Rozas Boadilla en deuxième division. Il découvre l'élite du futsal espagnol au Reale Cartagena durant deux saisons. Son arrivée au FC Barcelone correspond à l'émergence du club sur la scène nationale et internationale, devenant le club le plus sacré champion d'Europe dans les années 2010. Il devient progressivement capitaine de l'équipe et meilleur buteur de l'histoire du club.
Lozano intègre l'équipe d'Espagne de futsal avec qui il remporte l'Euro 2012 puis participe aux compétitions majeures que sont la Coupe du monde et le Championnat d'Europe.
La carrière de Lozano est marquée par plusieurs ruptures de ligaments de son genou droit, qu'il surpasse chaque fois pour revenir au haut niveau. Cet aspect de son caractère participe à son surnom d'El Búfalo (le buffle), aussi alimenté par sa force physique.

## Biographie

### Débuts
Sergio Lozano débute le futsal dans les catégories jeunes de l'ERS Arganda. Il se fait repérer à l'UD Las Rozas Boadilla, où il joue pendant quatre ans en División de Plata (deuxième division).
Lozano découvre le Championnat d'Espagne à l'été 2008 lorsqu'il intègre le Reale Carthagène. Il inscrit quinze buts en 24 buts lors de sa première saison, puis 26 buts en 29 matchs la deuxième. À l'été 2010, le club est contraint de vendre Lozano pour apaiser ses difficultés financières.
Après de longues négociations, Sergio Lozano rejoint le FC Barcelone pour un contrat de quatre ans. Mais les Blaugranas le prêtent au Caja Segovia au cours de sa première année de contrat. L'équipe termine vice-champion, derrière le Barça.

### Cadre du FC Barcelone (depuis 2011)
Les débuts en tant que joueur du FCB ont eu lieu en Supercoupe d'Espagne 2011. Au terme de sa première saison barcelonaise (2011/12), le Madrilène est élu meilleur joueur de la saison du Championnat d'Espagne et remporte la Coupe de l'UEFA. Son contrat est déjà prolongé. En 2012-13, il est reçoit de nouveau le titre de meilleur joueur de LNFS.

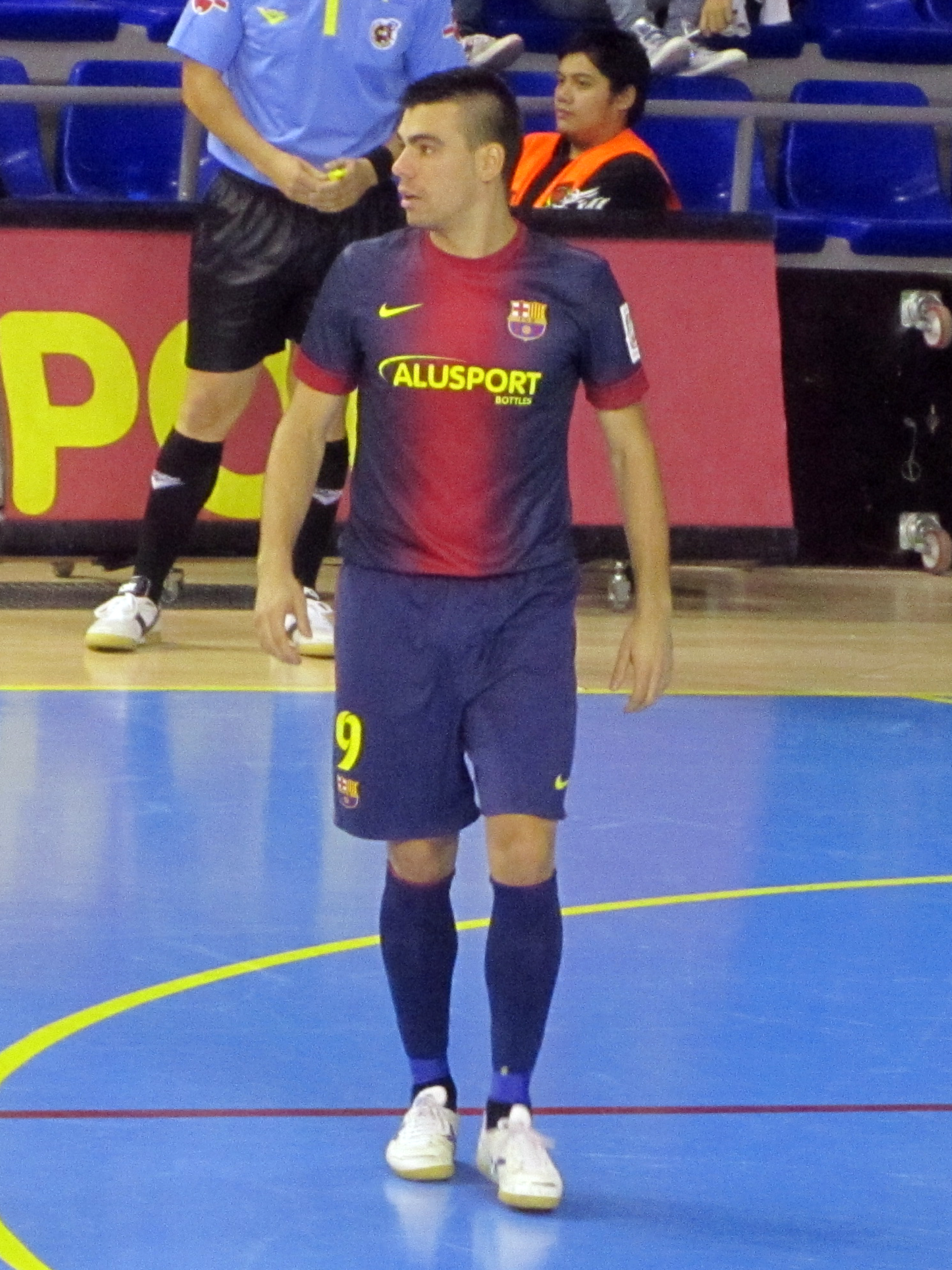
Sergio Lozano avec le Barça en septembre 2012.

En 2015, il est victime une première fois d'une rupture d'un ligament croisé du genou droit.
En 2015-2016, emmené par des joueurs comme Saad, Bateria et Sergio Lozano, le Barça termine vice-champion d'Espagne.
En 2019, capitaine de l'équipe, Lozano devient le meilleur buteur de l'histoire du FC Barcelone futsal.
En 2021, lors d'un match européen contre le club de Pristina, un ligament de son genou droit cède pour la troisième fois de sa carrière (après 2015 et 2016).
En finale de la Ligue des champions 2021-22, Lozano inscrit son 300e but avec le Barça face au Sporting Portugal (4-0) et remporte son quatrième titre européen. Avec cette victoire, Sergio Lozano et Ortiz égalent le record de quatre titres continentaux de Gabriel. Au terme de la saison, il est élu meilleur joueur de Liga pour la troisième fois de sa carrière.
En demi-finale de la Coupe du Roi 2023, Lozano voit son genou droit céder pour la quatrième fois de sa carrière pour une déchirure ligamentaire.

### En équipe nationale
Fin septembre, en huitième de finale de la Coupe du monde 2016 contre l'équipe kazakhe (5-2), Lozano subit une rupture d'un ligament croisé du genou droit, un an après une première blessure identique.

## Postes et style de jeu
Sergio Lozano évolue à plusieurs postes au fil de sa carrière, contraint de s'adapter à un rôle moins offensif en raison de blessures. En octobre 2020, il est dit ailier,. Mais la saison précédente ainsi qu'en 2021-2022, le joueur est élu meilleur défenseur/meneur du Championnat d'Espagne (cierre en espagnol), poste auquel il est décrit comme l'un des meilleurs joueurs du monde.
Lozano est un joueur défensif loué pour sa puissance, sa vitesse et des qualités de buteur notable. Il surnommé El Búfalo (le buffle) pour son puissant tir, son explosivité et sa force physique.

## Statistiques
| Saison                | Club                  | Championnat           | Championnat | Championnat | Coupe(s) nationale(s) | Coupe(s) nationale(s) | Supercoupe | Supercoupe | Compétition(s) continentale(s) | Compétition(s) continentale(s) | Compétition(s) continentale(s) | Coupe du Roi | Coupe du Roi | Coupe intercontinentale | Coupe intercontinentale | Espagne | Espagne | Total | Total |
| Saison                | Club                  | Division              | M.          | B.          | M.                    | B.                    | M.         | B.         | Comp.                          | M.                             | B.                             | M.           | B.           | M.                      | B.                      | M.      | B.      | M.    | B.    |
| 2008-2009             | Reale Cartagena       | D1                    | 24          | 15          | -                     | -                     | -          | -          | -                              | -                              | -                              | -            | -            | -                       | -                       | -       | -       | 24    | 15    |
| 2009-2010             | Reale Cartagena       | D1                    | 29          | 26          | -                     | -                     | -          | -          | -                              | -                              | -                              | -            | -            | -                       | -                       | -       | -       | 29    | 26    |
| Sous-total            | Sous-total            | Sous-total            | 53          | 41          | -                     | -                     | -          | -          | -                              | -                              | -                              | -            | -            | -                       | -                       | -       | -       | 53    | 41    |
| 2010-2011             | Caja Segovia (prêt)   | D1                    | 35          | 28          | -                     | -                     | -          | -          | -                              | -                              | -                              | -            | -            | -                       | -                       | -       | -       | 35    | 28    |
| 2011-2012             | FC Barcelone          | D1                    | 38          | 43          | 3                     | 5                     | 2          | -          | C1                             | 7                              | 3                              | 6            | 3            | -                       | -                       | 1       | 2       | 57    | 56    |
| 2012-2013             | FC Barcelone          | D1                    | 35          | 31          | 3                     | 2                     | 1          | 1          | C1                             | 5                              | 6                              | 6            | 8            | -                       | -                       | 3       | 2       | 53    | 50    |
| 2013-2014             | FC Barcelone          | D1                    | 25          | 22          | 2                     | -                     | 2          | 3          | C1                             | 2                              | 1                              | 3            | 3            | -                       | -                       | 2       | 3       | 36    | 32    |
| 2014-2015             | FC Barcelone          | D1                    | 30          | 31          | 3                     | 0                     | -          | -          | C1                             | 4                              | 3                              | 5            | 7            | -                       | -                       | -       | -       | 42    | 41    |
| 2015-2016             | FC Barcelone          | D1                    | 24          | 19          | 2                     | 2                     | -          | -          | -                              | -                              | -                              | 2            | 4            | 5                       | 4                       | -       | -       | 33    | 29    |
| 2016-2017             | FC Barcelone          | D1                    | 11          | 3           | -                     | -                     | -          | -          | -                              | -                              | -                              | -            | -            | -                       | -                       | 4       | 3       | 15    | 6     |
| 2017-2018             | FC Barcelone          | D1                    | 25          | 12          | -                     | -                     | -          | -          | C1                             | 2                              | 1                              | 1            | -            | -                       | -                       | -       | -       | 28    | 13    |
| 2018-2019             | FC Barcelone          | D1                    | 35          | 22          | 3                     | 1                     | -          | -          | C1                             | 8                              | 2                              | 4            | 4            | 4                       | 1                       | 4       | 2       | 58    | 32    |
| 2019-2020             | FC Barcelone          | D1                    | 14          | 17          | 1                     | 1                     | 1          | -          | C1                             | 5                              | 3                              | 1            | 1            | 3                       | -                       | 3       | 2       | 28    | 24    |
| 2020-2021             | FC Barcelone          | D1                    | 16          | 6           | -                     | -                     | -          | -          | C1                             | 1                              | -                              | 3            | 2            | -                       | -                       | 2       | 2       | 22    | 10    |
| 2021-2022             | FC Barcelone          | D1                    | 32          | 26          | 3                     | 4                     | -          | -          | C1                             | 8                              | 7                              | 1            | 1            | -                       | -                       | 8       | 6       | 52    | 44    |
| 2022-2023             | FC Barcelone          | D1                    | 21          | 11          | 2                     | -                     | 2          | 1          | C1                             | 6                              | 5                              | 3            | 2            | -                       | -                       | 5       | 4       | 39    | 23    |
| Sous-total            | Sous-total            | Sous-total            | 290         | 237         | 22                    | 15                    | 8          | 5          | -                              | 47                             | 31                             | 32           | 33           | 12                      | 5                       | -       | -       | 411   | 326   |
| Total sur la carrière | Total sur la carrière | Total sur la carrière | 343         | 278         | 22                    | 15                    | 8          | 5          | -                              | 47                             | 31                             | 32           | 33           | 12                      | 5                       | 107     | 88      | 571   | 455   |

## Palmarès

### International
Lozano est sacré champion d'Europe en 2012 avec l'équipe d'Espagne A. En 2008, il remporte l'Euro des moins de 21 ans.
- Championnat d'Europe (1)
  - Champion : 2012
- Championnat d'Europe des moins de 21 ans (1)
  - Champion : 2008

### En club
En 2019, Lozano compte 32 titres remportés avec le FC Barcelone, dont trois championnats et deux Ligues des champions.
- Coupe/Ligue des champions de l'UEFA (4)
  - Vainqueur : 2012 (en), 2014, 2020 et 2022
  - Finaliste : 2015 (en) et 2021
  - Troisième : 2013 (en), 2018 et 2019

- Championnat d'Espagne (5)
  - Champion : 2012 (es), 2013 (es), 2019 (es), 2021 (es) et 2022 (es)
  - Vice-champion : 2016, 2017 et 2018

- Coupe d'Espagne (5)
  - Vainqueur : 2012 (es), 2013 (es), 2019 (es), 2020 (es) et 2022 (es)
  - Finaliste : 2015 (es)

- Coupe d'Espagne (5)
  - Vainqueur : 2012 (es), 2013 (es), 2019 (es) et 2020 (es) et 2022
  - Finaliste : 2015 (es)

- Coupe du Roi (7) 
  - Vainqueur : 2012 (es), 2013, 2014,
2018 (es), 2019 (es), 2020 et 2023

- Supercoupe d'Espagne (3)
  - Vainqueur : 2013, 2019 et 2023
  - Finaliste : 2011
- Coupes de Catalogne (7)
  - Vainqueur : 2013, 2014, 2015, 2016, 2017, 2018, 2022

### Individuel
En 2013, Lozano est élu meilleur joueur du monde lors des Prix FutsalPlanet.
En 2019, il se devient le meilleur buteur de l'histoire du FC Barcelone futsal.
- Prix FutsalPlanet
  - meilleur joueur du monde : 2013
  - meilleur jeune du monde : 2011
- Championnat d'Espagne
  - meilleur joueur : 3 (2011/12, 2012/13, 2022/23)[3]
  - meilleure défenseur-meneur : 2 (2019/20, 2021/22)